# Зейнклішвілі Джемал Васильович
Джемал Васильович Зейнклішвілі (груз. ჯემალ ვასილის ძე ზეინკლიშვილი; нар. 7 січня 1937, Тбілісі, Грузинська РСР — пом. 1 вересня 2005, Боржомі, Грузія) — радянський грузинський футболіст, півзахисник, майстер спорту СРСР, відомий виступами за «Динамо» (Тбілісі). Брат оперного співака Тенгіза Зейнклішвілі.

## Сюжет
Джемал Зейнклішвілі народився і виріс у Боржомі, де й розпочав займатися футболом, грав за місцеві команди. В юності також захоплювався гірськолижним спортом, у якому досяг певного успіху, але Зейнклішвілі вирішив обрати футбол. 1958 року грав за «Буревісник» (Тбілісі), де його помітили представники «Динамо». У 1959-1965 роках він грав за тбіліське «Динамо», у вищій лізі СРСР зіграв 171 матч, відзначився 6 голами. Ставав чемпіоном СРСР 1964 року (в тому ж році потрапив до списку 33 найкращих футболістів сезону в СРСР) і двічі завойовував бронзу: у 1959 та 1962 роках; грав на позиціях півзахисника чи захисника. Завершив кар'єру 1967 року у складі «Мешахте». Після завершення кар'єри гравця присвятив себе тренерській діяльності, що з 1990-х років брав участь у роботі Федерації футболу Грузії.
В останні місяці життя хворів, помер 1 вересня 2011 року. Похорон відбувся 3 вересня у Боржомі. На його честь у Боржомі назвали стадіон.